# オリヴィエ・ド・テルメ
オリヴィエ・ド・テルメ (Olivier de Termes, 1200年 - 1274年8月12日) は、フランス南部のテルメ出身の騎士である。彼はカタリ派キリスト教徒として育てられたが、彼の生まれ故郷テルメをアルビジョワ十字軍の襲撃から守るために、最終的にはカトリックに改宗した。

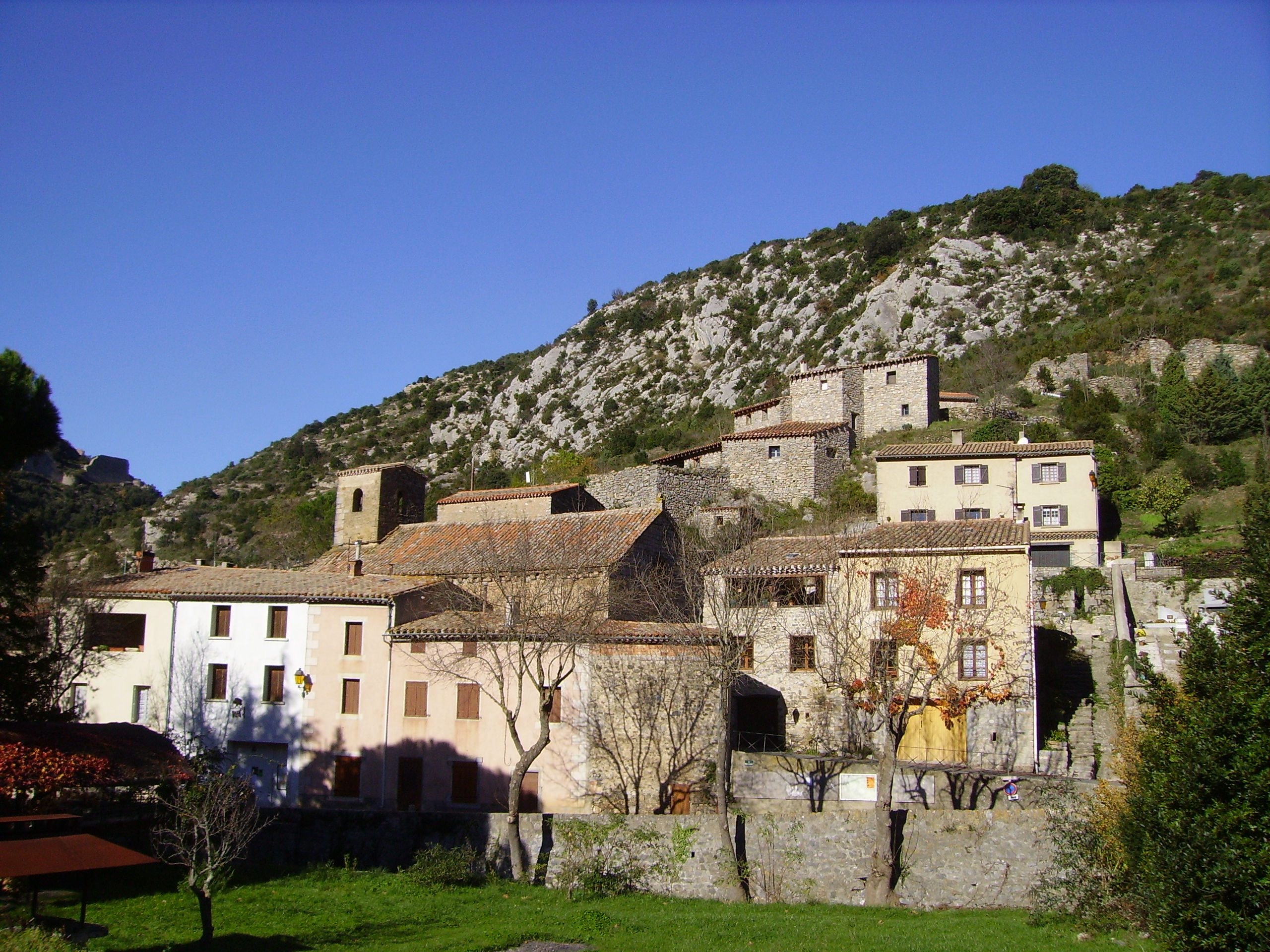
オリヴィエの生まれ故郷、テルメの街並み。

## 前半期
オリヴィエの父レイモン・ド・テルメは、フランス南部のラングドック地方とスペイン北東部のカタルーニャ地方の境に位置するカルカソンヌ地方に位置する街、テルメの伯爵であった。この地域一帯の住人は皆カタリ派キリスト教を信仰しており、1210年には、オリヴィエの父レイモンが立て篭もるテルメ城をシモン・ド・モンフォール率いるアルビジョワ十字軍に包囲されてしまう。結局城は十字軍の攻勢により陥落したが、オリヴィエは無事生き残り、他の避難民と共に南方に逃亡したのちアラゴン王国の宮廷に亡命した。彼はそこで、のちにアラゴン王となるハイメ1世と親交を深めた。オリヴィエは他にもトランカベル家のレーモン2世やトゥールーズ伯レーモン7世などと親交を持ったと伝わる。

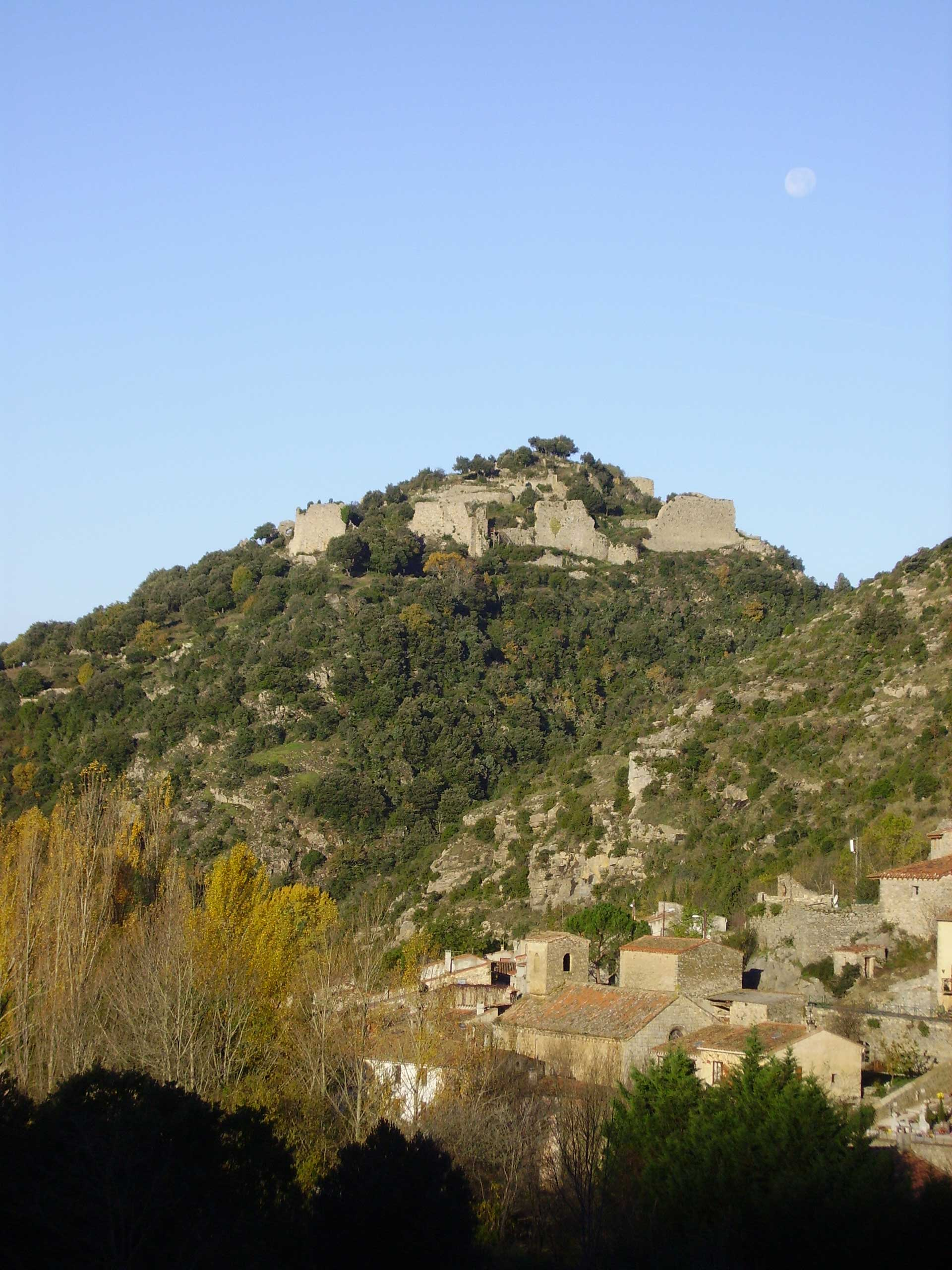
彼の一族が暮らしたテルメ城の跡地。小村の上部に位置するのが城跡である。

## 軍事的経歴
オリヴィエは、アルビジョワ十字軍の折に彼の故郷を征服した騎士たちを相手に戦っていたが、1245年ごろに彼はフランス王ルイ9世と和解し、彼の十字軍遠征に付き従うことに同意した。彼は第7回十字軍や第8回十字軍に参加し、残りの人生の多くを軍事遠征に費やした。第7回十字軍では、オリヴィエはルイ9世から弩兵の隊長に任命され、1250年のダミエッタ守備戦や、1253年にはフランス貴族で国王の重臣ジャン・ド・ジョアンヴィルを守り抜くなど、目覚ましい活躍を遂げた。

## 十字軍ののち
オリヴィエは1255年、フランス王国より旧領テルメを再び授かり、遠征先よりテルメに帰還した。そしてケリブス城の譲渡を持って平和条約を締結し、ラングドック地方の騒乱に終止符を打った。オリヴィエはその後フランス宮廷に出仕してルイ9世の家臣として活躍、ラングドック統治やカスティーリャ、アラゴンとの外交に従事した。オリヴィエは先述の通りアラゴン王ハイメ1世の旧知の中であったために、1258年にフランス・アラゴン間で締結されたコルベイユ条約の締結に一役買ったことは疑いの余地もない。この条約により、アラゴンとフランスの国境が確定し、その国境はその後4世紀に渡って変わることはなかった。